# Mount Loweth
Mount Loweth ist ein 1420 m hoher Berg im westantarktischen Ellsworthland. Mit einer Schneehaube und steilen Felsenkliffs an der Nordflanke ragt er 10 km ostnordöstlich des Anderson Dome am östlichen Ende der Jones Mountains auf.
Teilnehmer einer Expedition der University of Minnesota zu den Jones Mountains (1960–1961) kartierten und benannten ihn. Namensgeber ist Hugh Fawcett Loweth (1922–2012), Regierungsbeamter im US-amerikanischen Office of Management and Budget, der an der Entwicklung und Betreuung wissenschaftlicher Programme in Antarktika beteiligt war.